# 烟筒山站
烟筒山站，位于中华人民共和国吉林省吉林市磐石市烟筒山镇，是沈吉铁路、长双烟铁路上的火车站，建于1929年，由沈阳铁路局管辖。

## 車站周邊
- 烟筒山客运站
- 磐石农村商业银行
- 中国铁通烟筒山营业厅
- 中国移动烟筒山丽华营业厅
- 中国邮政储蓄银行烟筒山镇支行
- 烟筒山镇人民广场
- 饮马河

## 歷史
- 建于1929年。